# 張有年
張有年，贵州平坝人，中国近代政治人物。
毕业于中央政治大学。民国31年（1942年），擔任中华民国遵义府婺川縣縣長。后由劉古桂接任。